# سریر خون
سریر خون (به انگلیسی: Throne of Blood) نام فیلمی ژاپنی محصول ۱۹۵۷ و به کارگردانی آکیرا کوروساوا است. نام اصلی فیلم کامانوسو-جو (蜘蛛巣城) به معنی قلعه تار عنکبوت است. فیلم برگردان نمایشنامه ویلیام شکسپیر، مکبث، در ژاپن فئودال است.
سریر خون، اقتباسی از مکبث شکسپیر است، داستان اصلی مکبث دربارهٔ اشرف‌زاده سلحشوری به نام مکبث است که با تحریک همسرش پادشاه اسکاتلند را به قتل می‌رساند و خود بر تخت پادشاهی می‌نشیند. مکبث دستور قتل دوستان و همرزمانش را می‌دهد. همسرش به بیماری روانی دچار می‌شود و می‌میرد و در پایان اشراف‌زادگان اسکاتلند که علیه مکبث متحد شده‌اند، در نبردی او را می‌کشند. فیلم کوروساوا اگرچه از این نمایشنامه اقتباس کرده‌است، داستان آن در ژاپن اتفاق می‌افتد و شخصیت‌ها ژاپنی هستند.

## نقدها
فیلم با وجود آزادی زیادی که نسبت به نمایش‌نامه اصلی مکبث داشت و تغییراتی که در آن به وجود آورده بود با نقدهای مثبت و تحسین‌آمیز منتقدان ادبی مواجه شد. هرولد بلوم منتقد ادبی آمریکایی فیلم را موفق‌ترین فیلمی خواند که تاکنون بر اساس مکبث ساخته شده‌است.

## دوبله فارسی
در دوبله فارسی این اثر ایرج ناظریان به جای توشیرو میفونه گویندگی کرده‌است.